# Mouler démouler
Mouler démouler est un album de bande dessinée de Claire Bretécher publié par l'auteure en octobre 1996. Dans ce recueil d'histoires courtes introduit par le récit éponyme de 9 pages, l'auteure, dans la lignée de sa série des années 1970 Les Frustrés, moque les travers de la société contemporaine. C'est la dernière bande dessinée de l'auteure qui n'appartienne pas à sa série Agrippine.

## Documentation
- Thierry Groensteen, « Mouler Démouler : un amoralisme jubilatoire », sur Neuvième Art 2.0, novembre 2017.